# Попа, Константин
Константин По́па (рум. Constantin Popa; род. 18 февраля 1971, Бухарест) — румынский и израильский профессиональный баскетболист и тренер.

## Спортивная карьера
Константин Попа начал свою карьеру в клубе «Динамо» (Бухарест). С 1987 по 1990 год он играл в юношеских сборных Румынии и стал серебряным призёром на европейском первенстве 1990 года. С 1987 года он начал выступать также за взрослую сборную Румынии.
В 1991 году Попа отправился в США, где четыре года провёл в Университете  Майами. Попа до настоящего времени остаётся рекордсменом университетской команды «Майами Харрикейнс» по числу накрытых бросков.
В 1995 году, в год окончания университета, он был выбран в драфте НБА под общим 53-м номером командой «Лос-Анджелес Клипперс». Он был также выбран под общим четвёртым номером командой «Майами Тропикс», играющей в USBL, но в итоге не стал игроком ни одной из этих команд, а вернулся в Европу. Сезон 1995/96 годов он закончил в клубе «По-Ортез», с которым выиграл чемпионат Франции.
После окончания сезона во Франции Попа  сыграл несколько игр за команду CBA «Флорида Бичдогз», а затем подписал четырёхлетний контракт с лидером израильского баскетбола «Маккаби» (Тель-Авив) на общую сумму в один миллион долларов. За время выступлений за «Маккаби» Попа женился на израильтянке и, согласно местным законам, получил израильское гражданство.
С «Маккаби» Попа стал четырёхкратным чемпионом Израиля и трёхкратным обладателем Кубка Израиля. Он также дошёл с командой до финала Кубка европейских чемпионов в сезоне 1999/2000. После этого он провёл один сезон за другую ведущую израильскую команду, «Хапоэль» (Иерусалим), завоевав с ней серебряные медали первенства страны. В 2001 году он подписал контракт с командой второго дивизиона из Лев-ха-Шарона, но в октябре заявил об окончании карьеры.

## Статистика выступлений

### Европейские клубные турниры
| Сезон     | Команда             | GP | GS | MPG  | FG%  | 3P% | FT%  | RPG | APG | SPG | BPG | PPG |
| --------- | ------------------- | -- | -- | ---- | ---- | --- | ---- | --- | --- | --- | --- | --- |
| 1996-97   | Маккаби (Тель-Авив) | 18 |    | 10.4 | 51.9 | 0.0 | 70.0 | 2.4 | 0.1 | 0.3 | 0.0 | 3.8 |
| 1997-98   | Маккаби (Тель-Авив) | 12 |    | 9.4  | 66.7 | 0.0 | 70.0 | 2.3 | 0.3 | 0.2 | 0.0 | 3.8 |
| 1998-99   | Маккаби (Тель-Авив) | 17 |    | 11.8 | 61.8 | 0.0 | 73.7 | 2.1 | 0.1 | 0.5 | 0.0 | 3.3 |
| 1999-2000 | Маккаби (Тель-Авив) | 7  |    | 4.4  | 54.5 | 0.0 | 33.3 | 0.9 | 0.0 | 0.0 | 0.0 | 1.9 |
| 2000-01   | Хапоэль (Иерусалим) | 9  | 3  | 13.4 | .650 | 0.0 | .769 | 2.6 | 0.1 | 0.8 | 0.9 | 4.0 |

## Дальнейшая карьера
После окончания активной карьеры Константин Попа с семьёй снова перебрался в США, где два года работал коммивояжёром, продавая офисное оборудование. Затем он начал тренировать детские и молодёжные баскетбольные команды во Флориде, а затем команду девушек Университета Индианаполиса, где в качестве помощника главного тренера работал начиная с 2007 года.